# Александров, Ефимиан Борисович
Ефим Александров (Ефимиан Борисович Зицерман; род. 13 мая 1960, Подволочиск, Тернопольская область, Украинская ССР) — российский певец, актёр, режиссёр. Заслуженный артист России (2007).

## Биография

### Родители
Любовь Ефимовна и Борис Михайлович Зицерман — родом из местечка Бершадь Винницкой области, узники Бершадского гетто. После освобождения Бершади в 1944 году отец был призван в ряды Красной Армии; конец войны встретил на Западной Украине; после демобилизации окончил Львовский государственный университет и работал заведующим отделом писем районных газет Подволочиска, а позже — Волочиска Хмельницкой области. Борис Михайлович Зицерман — автор двух книг стихов, изданных в Москве и Израиле. Любовь Ефимовна Зицерман после окончания медицинского училища более сорока лет проработала медсестрой инфекционного отделения в Подволочисской районной больнице.

### Ранние годы
Учась в средней школе, Ефим Александров окончил музыкальную школу по классу кларнета. Был активным участником художественной самодеятельности в Волочиске, куда семья переехала в 1968 году. После окончания девяти классов Волочиской средней школы (1976), поступил в ДГТУ (Днепропетровское государственное театральное училище). Будучи студентом театрального училища, принимал участие в ряде развлекательных программ днепропетровского телевидения, а также стал членом литобъединения при днепропетровском отделении Союза писателей Украины. Его стихи, а также статьи-рецензии публикуются в газетах и журналах Украины.
После окончания театрального училища, до призыва в армию, работал в Тернопольском театре кукол. В 1982 году, будучи военнослужащим СА, по разрешению командования, в виде исключения, поступил на факультет музыкального театра в Государственный институт театрального искусства им. Луначарского (ГИТИС) на курс заслуженного деятеля искусств РСФСР, профессора М. Б. Мордвинова, а также в вокальный класс народного артиста СССР, лауреата Государственной премии СССР Алексея Тихоновича Сергеева.
Будучи студентом, много сотрудничал с московскими композиторами по линии Бюро пропаганды Союза композиторов СССР. После третьего курса был приглашён солистом в Еврейский камерный музыкальный театр, где дебютировал в спектакле «Хелемские мудрецы». Позже был приглашён в «Росконцерт», в Театр музыкальных пародий под руководством Владимира Винокура, где выступает не только как артист, но и как режиссёр номеров и программ театра. Наиболее известные номера Винокура и Александрова — «Забросы судьбы» (интервью с бывшим россиянином, попавшим в некую восточную страну, где он вынужден выдавать себя за евнуха) и сатирическая пародия на кукольный спектакль «Живым от нас никто не уйдет», высмеивавшая недостатки советской медицины.

### Творческая деятельность
В 1993 году увидел свет первый музыкальный альбом Ефима Александрова «А гицин паровоз» (идиоматическое выражение на идиш: «чепуха», искаженное «а гийсер паровоз» — в буквальном переводе «горячий паровоз»), включающий в себя еврейские народные песни и песни композитора Ильи Любинского на стихи Михаила Танича. По материалам музыкального альбома в следующем году выходит одноимённый музыкальный видеофильм-концерт, снятый на Киевской телестудии.
Ефим Александров — постоянный участник телевизионных юмористических программ «Ах, анекдот» и «Аншлаг и К°», а также других телепрограмм. С 26 ноября 1997 года был ведущим в телеигре «Кроссворд», которая выходила на телеканале РТР вплоть до 30 сентября 1998 года. Автор собственных музыкальных моноспектаклей: «Нахэс энд цорэс» («Радости и горести») и «Секрет фаршированной рыбы», с которыми успешно гастролирует в США и Австралии.
В 2001 году под патронатом фонда Юрия Башмета увидел свет масштабный музыкальный проект «Песни еврейского местечка», солистом и художественным руководителем которого стал Ефим Александров. За этот культурологический проект Ефим Александров был удостоен звания лауреата российской национальной премии «Человек года» в номинации «Культура».
За 2000-е годы дал более 400 представлений в США, Канаде, Германии, Израиле и странах СНГ. Совместно с Российским государственным симфоническим оркестром кинематографии записал около 100 произведений еврейских местечек России, Белоруссии и Украины. Участвовал в записи трех музыкальных телевизионных представлений.
В 2009 году вместе с Российским государственным симфоническим оркестром кинематографии и аранжировщиком Юрием Якушевым записал два музыкальных альбома:
- «То все було не на паперi…» (песни украинских композиторов, звучавшие во времена детства и юности исполнителя);
- «А поезд тихо е... Запрещённые песни из той ещё жизни!" (песни начала XX века).

В 2011 году на сцене МХАТ состоялась запись третьего телефильма музыкального представления «Мелодии еврейского местечка», посвящённого 10-летнему юбилею музыкального культурологического проекта Александрова.
Сегодня артист ведёт активную творческую деятельность как актёр, певец,  а также как автор, художественный руководитель, продюсер, режиссёр солист новых масштабных музыкальных проектов, среди которых большинство посвящены именно еврейскому искусству. Только с 2012 года состоялось более 300 представлений в России, США, Канаде, Англии, Франции, Германии, Израиле, Мексике, а также  в странах бывшего Союза.

## Награды
- Почётное звание «Заслуженный артист Российской Федерации», указ Президента Российской Федерации от 31 января 2007 г.
- Премия Федерации еврейских общин России «Человек года» «За возрождение еврейской народной песни», 2004 г.[2]
- Диплом Русского биографического института «За выдающийся вклад в развитие российской культуры», 2001 г.
- Диплом правительства Еврейской автономной области, 2014 г.
- Медаль Министерства обороны Российской Федерации «За укрепление боевого содружества», 26 мая 2005 г.
- Медаль Министерства обороны Российской Федерации «Памятная медаль ВМФ „Адмирал Горшков“», 26 июля 2011 г.
- Почётный знак Союза моряков-подводников ВМФ, 2008 г.
- Медаль Министерства обороны Российской Федерации «Генерал-майор Александр Александров»,1 сентября 2006 г.
- Памятный знак правления Американской ассоциации ветеранов ВОВ «60 лет Победы 1945--2005 гг.», 9 мая 2005 г.
- Памятный знак Министерства обороны Российской Федерации «100 лет генерал-майору Борису Александрову», 2005 г.
- Почётная грамота мэра Нетании. (Израиль): «Почётный гость Нетании». За заслуги в деле укрепления дружеских связей между Израилем и Россией", 12.05.2013 г.
- Дипломом Федерального агентства по делам Содружества Независимых Государств «За развитие российско-израильских культурных связей», 2015 г.